# Bariano
Bariano är en ort och kommun i provinsen Bergamo i regionen Lombardiet i Italien. Kommunen hade 4 250 invånare (2018).